# Rydynger
Rydynger (Rydygier, Rüdiger, Rüdiger I, Rüdinger) – polski herb szlachecki z nobilitacji.

## Opis herbu
Opis herbu z wykorzystaniem zasad blazonowania, zaproponowanych przez Alfreda Znamierowskiego:
W polu czerwonym ramię zbrojne, srebrne, trzymające hak rybacki złoty.
Klejnot: na zawoju złoto-czerwonym godło w słup między dwoma skrzydłami orlimi; prawym w pas czerwono-srebrnym, lewym w pas srebrno-czerwonym.
Labry czerwone, podbite srebrem.
Juliusz Karol Ostrowski blazonuje herb nieco inaczej dodając błękitne obramowanie tarczy, zaś trzymany przez ramię przedmiot opisując jako motykę lub kotwicę. Tynktury skrzydeł w klejnocie nie są opisane.

## Najwcześniejsze wzmianki
Nadany Kasprowi Rüdigerowi, rajcy toruńskiemu 16 listopada 1569. Anna Wajs podaje, że nobilitacja objęła też synów Kaspra.

## Herbowni
Ponieważ herb Rydynger był herbem własnym, prawo do posługiwania się nim przysługuje tylko jednemu rodowi herbownemu:
Rydynger (Ridger, Rüdiger, Rydger, Rydgier, Rydyger, Rydygier).